# Kaynsberg
Kaynsberg ist ein Ortsteil der Stadt Osterfeld im Burgenlandkreis in Sachsen-Anhalt.

## Lage
Kaynsberg befindet sich bei Utenbach am westlichsten Punkt der Gemeinde Osterfeld. Der Ortsteil liegt an der Landstraße zwischen Goldschau und Utenbach. Kaynsberg liegt etwa 500 m nördlich der Landesgrenze von Sachsen-Anhalt und Thüringen.

## Geschichte
Der Ortsteil Kaynsberg trägt seinen Namen nach dem Geschlecht derer von Kayn. Er wurde auch Kaiserberg genannt, da 1213 Kaiser Otto hier sein Heerlager aufgeschlagen hatte. Das weilerartige Dorf wurde 1471 erstmals urkundlich erwähnt.